# Historia polityczna

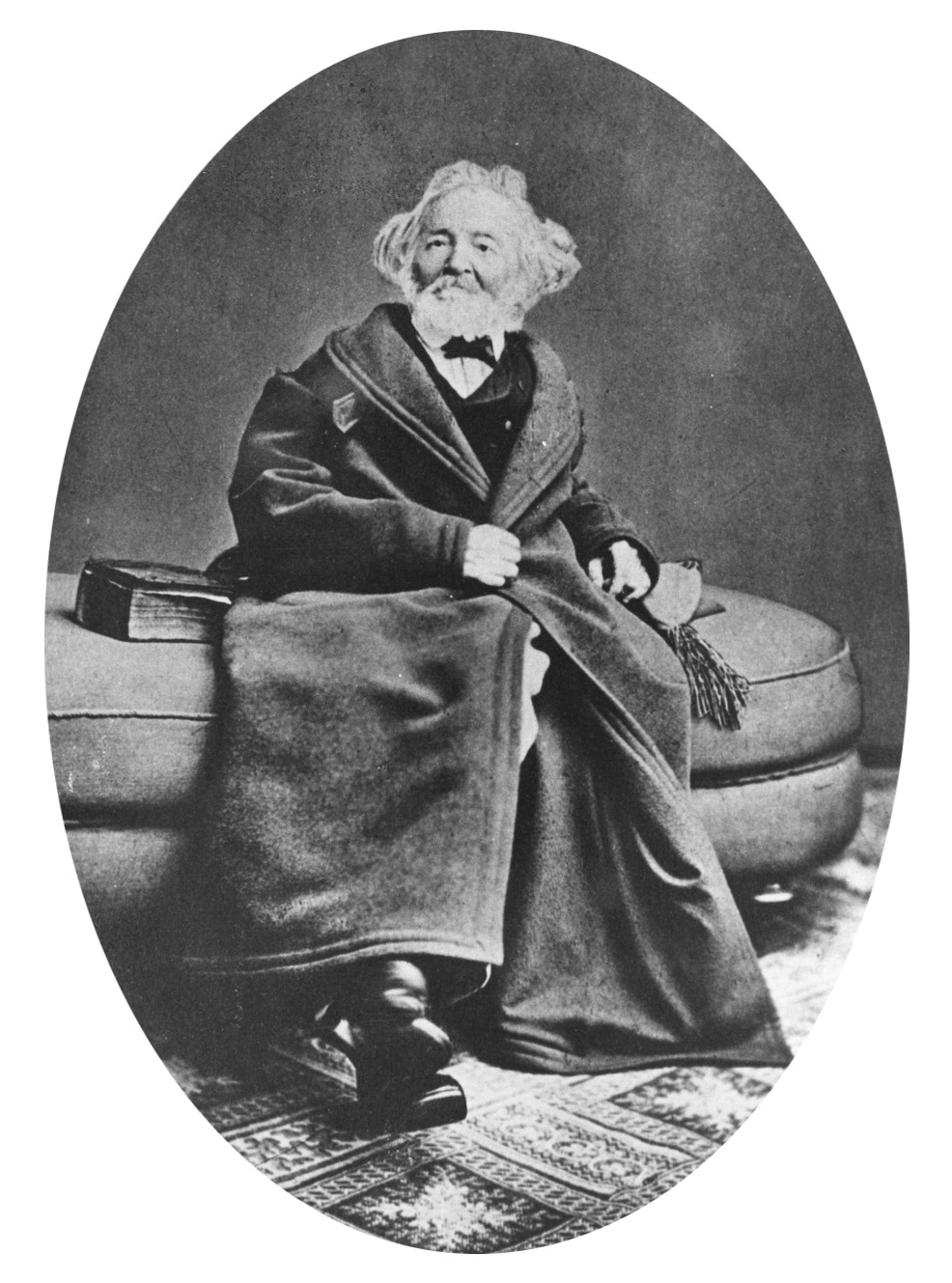
Leopold von Ranke

Historia polityczna – dziedzina historii zajmująca się opisem i analizą wydarzeń politycznych, ideologii, dziejów partii i ruchów, biografii działaczy politycznych. Z reguły najwięcej uwagi poświęca się w niej państwom i powiązanym z nimi organizacjom politycznym.  
Historia polityczna jest uznawana za najstarszą dziedzinę nauki historycznej, a wśród jej pionierów wymienia się Tukidydesa, Edwarda Gibbona. Twórcą nowoczesnej historii politycznej był Leopold von Ranke podkreślający przede wszystkim rolę krytyki źródeł oraz postulujący potrzebę obiektywnego opisu rzeczywistości. Paradygmat stworzony przez Rankego dominował w historii politycznej do połowy XX wieku, czyniąc z niej równocześnie najważniejsza dziedzinę historiografii. Do jego przełamania przyczynił się rozwój nowych ruchów społecznych, podważających znaczenie oficjalnej polityki oraz państw narodowych i głoszących potrzebę tworzenia nowej historii politycznej poświęconej dziejom grup mniejszościowych. Równocześnie, wzrastające znaczenie szkoły Annales zmniejszyło zainteresowanie znacznej części badaczy historią polityczną i zwróciło uwagę na rolę zjawisk z zakresu tzw. "długiego trwania", przede wszystkim cykli gospodarczych i klimatycznych, przemian demograficznych i społecznych.